# De quoi j'me mail
De quoi j'me mail ? est une émission hebdomadaire présente à la radio sur RMC depuis le 1er septembre 2000 sur RMC et à la télévision depuis le 15 janvier 2013 sur 01netTV.
 Elle est présentée par François Sorel.

## Description
L'émission passe en revue l'actualité des nouvelles technologies, avec sur le plateau des experts de l'high tech, des journalistes ou des amateurs passionnés de technologies.

## Diffusion
De quoi j'me mail ? a été diffusée sur RMC de 2000 à 2009 (avec de la musique jusqu'en fin janvier 2001 puis sans musique depuis fin janvier 2001 donc RMC devient aussi RMC Info et en 2002 qui redevient un nouveau RMC) chaque samedi. Entre 2009 et 2019, RMC décide de la diffuser uniquement en podcast natif.
Parallèlement, elle est diffusée en vidéo sur le site et la chaine youtube 01Net, puis sur la chaine de télévision 01NetTV[réf. nécessaire].
Fort de ces succès, l'émission est de nouveau programmée sur RMC le dimanche matin à compter du 20 octobre 2019.
À partir de janvier 2021, l'émission est diffusée sur BFM Business (télévision et radio) le dimanche matin.

## Invités et rubriques
- Depuis 2017, on y retrouve de nouveaux invités : Eric Le Bourlout (rédacteur en chef de 01net.com), Gonzague Dambricourt (blogueur, entrepreneur et consultant en nouvelles technologies), Emmanuel Paquette (journaliste à l'Express), Rafi Haladjian (entrepreneur et spécialiste des nouvelles technologies), Frédéric Bianchi (journaliste à BFM Business.com), Pierre Fontaine (rédaction de 01net.com), etc.

- "Le club de la presse High-Tech" est en quelque sorte une "Revue de presse" de VSD, Micro Hebdo, et 20 minutes.

## Générique
La musique utilisée pour le générique de l'émission est le titre Eple du groupe norvégien Röyksopp.